# 스베리르 구드나손
스베리르 구드나손(스웨덴어: Sverrir Gudnason, 아이슬란드어: Sverrir Páll Guðnason 스베리르 파우들 그뷔드나손, 1978년 9월 12일 ~ )은 스웨덴의 배우이다.
스웨덴 룬드 태생이지만 아이슬란드 레이캬비크에서 성장했다. 1990년에는 그의 아버지가 스웨덴 스톡홀름에 위치한 왕립 공과대학교 교수로 채용되면서 가족들과 함께 스웨덴 스톡홀름주 튀레쇠 시로 이주하게 된다.
2009년 상하이 국제 영화제에서는 스웨덴-덴마크 합작 영화 《오리지널》(Original)을 통해 금작상을 수상했다. 2009년부터 2010년까지 TV4에서 방영된 범죄 드라마 《발란데르》(Wallander) 시즌 2에서 폰투스 회이예르(Pontus Höijer) 역할을 맡았다. 2013년에는 굴드바게상 남우조연상, 2014년에는 굴드바게상 남우주연상을 수상했다.

## 주요 출연 작품

### 영화
- 《마리 크뢰이어》 (2012년) - 후고 알벤 역할
- 《스톡홀름의 마지막 연인》 (2017년) - 아비드 역할
- 《거미줄에 걸린 소녀》 (2018년) - 미카엘 블롬크비스트 역할
- 《파닉스》 (2018년)